# Arroyo Macho
Arroyo Macho är en ort i Mexiko.   Den ligger i kommunen Santiago Camotlán och delstaten Oaxaca, i den sydöstra delen av landet, 400 km sydost om huvudstaden Mexico City. Arroyo Macho ligger 234 meter över havet och antalet invånare är 174.
Terrängen runt Arroyo Macho är kuperad åt nordost, men åt sydväst är den bergig. Runt Arroyo Macho är det ganska glesbefolkat, med 27 invånare per kvadratkilometer. Närmaste större samhälle är Ayotzintepec, 7,4 km norr om Arroyo Macho. I omgivningarna runt Arroyo Macho växer i huvudsak städsegrön lövskog.